# Deutscher Gehörlosen-Bund
La Deutscher Gehörlosen-Bund (in lingua italiana Federazione dei Sordi Tedeschi) è l'associazione della comunità sorda tedesca.